# (11055) Honduras
(11055) Honduras (1991 GT2) – planetoida z pasa głównego asteroid okrążająca Słońce w ciągu 3,76 lat w średniej odległości 2,42 j.a. Odkryta 8 kwietnia 1991 roku.